# Nhà máy lọc dầu Vũng Rô
Nhà máy lọc dầu Vũng Rô là dự án liên doanh giữa Techno Star Management (Anh) và hãng dầu khí Telloil của Nga.
Dự án được cấp giấy phép đầu tư tháng 11/2007,có tổng vốn đầu tư 1.7 tỷ USD với công suất dự kiến hơn 4 triệu tấn dầu thô/năm (tương dương 90.000 thùng dầu/ngày)
Nhà máy được xây dựng tạo xã Hòa Xuân Nam, thị xã Đông Hòa, Phú Yên với tổng diện tích 170 ha, trong đó 100 ha là nhà máy chính, 30 ha mặt nước cho cảng chuyên dùng, còn lại 40 ha dành cho các hạng mục khác
Dự kiến doanh thu hàng năm khoảng 2.4 tỷ USD, đóng góp ngân sách cho tỉnh Phú Yên khoảng 100 triệu USD/năm.